# NGC 6165
NGC 6165 (другие обозначения — ESO 226-PN13, PK 336-0.1, ESO 226-EN14) — эмиссионная туманность в созвездии Наугольник.
Этот объект входит в число перечисленных в оригинальной редакции «Нового общего каталога».